# Antonio Guerra Gil
Antonio Guerra Gil (Villanueva del Río y Minas, província de Sevilla, 1945) és un docent, periodista i escriptor espanyol.
De família minaire, es va llicenciar en lletres a la Universitat de Besançon i doctorar en medicina i cirurgia a la Universitat de Sevilla. Tanmateix en 1974 va obtenir la càtedra d'Institut en llengua i literatura francesa. Alhroa exercí el periodisme com a redactor d'El Correo de Andalucía i delegat a Andalusia del Grup 16. Fou processat fins a 14 vegades i condemnat a un any i mig de presó pel Tribunal d'Ordre Públic.
A finals de la dècada del 1960 va militar en la secció sevillana del PSOE, aleshores clandestí, i va ser director d'El Socialista (1977-1978). Fou candidat per la província de Sevilla a les eleccions generals espanyoles de 1977, però no fou escollit. De 1977 a 1979 va dirigir la revista Leviatán, i el 1979 abandonà el PSOE.
Posteriorment ha treballat com a professor a la Universitat de Sevilla, ha fet d'analista polític a la premsa i ha escrit llibres, entre ells dues biografies de Felipe González. En 1987 va rebre el premi de novel·la San Fernando per Y se rompió el silencio: España 1970-1975 i el 1992 el Premi Espejo de España per Las Filípicas: Diez años de gobierno socialista 1982-1992.

## Obres
- Periodismo y purgatorio (1974)
- Felipe González. Socialismo es libertad (1978)
- Y se rompió el silencio: España 1970-1975 (1987)
- Alfonso Guerra: la divertida biografía de un sultán destronado (1991)
- Las Filípicas: Diez años de gobierno socialista 1982-1992 (1992)
- González-Guerra: historia de un divorcio (1993).
- Sevilla. Hospital de Indias (2005)
- La mina (2014)[5]